# Phantom Breaker
Phantom Breaker (ファントムブレイカー, Fantomu Bureikā) est un jeu vidéo de combat développé et édité par 5pb., sorti en 2011 sur Xbox 360. S’ensuivent deux versions améliorées : Phantom Breaker: Another Code, sorti sur RingEdge 2, et Phantom Breaker: Extra, sorti sur Xbox 360 et PlayStation 3. Ces versions restent exclusives au Japon, la sortie en Amérique du Nord ayant été annulée.
En 2013, la série s’enrichit d’un spin-off intitulé Phantom Breaker: Battle Grounds, un beat'em up en pixel art. En mars 2022, l’éditeur américain Rocket Panda Games acquiert la licence et publie Phantom Breaker: Omnia, une version remasterisée et rééquilibrée du jeu original de 2011.

## Système de jeu
Le système de combat se compose de 5 coups: coup faible, moyen et fort et l'attaque spéciale. Il est possible d'effectuer des enchaînements en utilisant les commandes mises à disposition,.
Chaque joueur dispose de deux jauges :
- La jauge de tension, qui se remplit lorsque le joueur effectue des "dash" ou casse la garde de son adversaire. Plus la jauge est remplie, plus les attaques sont puissantes. Lorsqu'elle est remplie à son maximum, les attaques seront beaucoup plus puissantes pendant quelques instants.
- La jauge de Burst, qui se remplit lorsque le joueur attaque, se fait attaquer ou bloque les attaques. Elle permet d'utiliser les "Phantom Breaks" et "EXs" (des attaques plus puissantes que celles proposées de base).

## Scénario
Au Japon, une organisation du nom de "Phantom" organise un tournoi. Le gagnant du tournoi pourra voir ainsi l'un de ses vœux exaucé.